# 麓棠镇
麓棠镇，原为土门镇，是中华人民共和国四川省德阳市绵竹市下辖的一个乡镇级行政单位。2019年12月，将土门镇更名为麓棠镇。

## 行政区划
麓棠镇下辖以下地区：
古楼街社区、罗荣村、长白村、石团村、新乐村、天宝村、麓棠村、三合村、林堰村和民乐村。